# Canottieri Lecco Sezione Calcio 1928-1929
Questa voce raccoglie le informazioni riguardanti  il Canottieri Lecco Sezione Calcio nelle competizioni ufficiali della stagione 1928-1929.

## Rosa
| N. |                   | Ruolo | Calciatore         |
| -- | ----------------- | ----- | ------------------ |
|    | Italia (bandiera) | C     | Aliverti (II)      |
|    | Italia (bandiera) | C     | Aliverti (III)     |
|    | Italia (bandiera) | C     | Alvisi             |
|    | Italia (bandiera) | D     | Carlo Bolis        |
|    | Italia (bandiera) | C     | Colombo            |
|    | Italia (bandiera) | C     | Alberto Fossati    |
|    | Italia (bandiera) | P     | Eugenio Guarisco   |
|    | Italia (bandiera) | D     | Giovanni Lanfritto |
|    | Italia (bandiera) | A     | Meneghini          |

| N. |                     | Ruolo | Calciatore            |
| -- | ------------------- | ----- | --------------------- |
|    | Italia (bandiera)   | A     | Tullio Moretti        |
|    | Italia (bandiera)   | D     | Motta                 |
|    | Italia (bandiera)   | A     | Angelo Pedrazzini     |
|    | Italia (bandiera)   | D     | Oreste Ronchetti      |
|    | Italia (bandiera)   | C     | Pasquale Rossini      |
|    | Italia (bandiera)   | D     | Luigi Saverio (III)   |
|    | Italia (bandiera)   | D     | Giovanni Saverio (IV) |
|    | Italia (bandiera)   | A     | Mauro Tedeschi        |
|    | Ungheria (bandiera) | P     | Vilmos Zsigmond       |